# Suwon
Suwon (수원시?, 水原市?, Suwon-siLR) è il capoluogo e la più grande città della provincia di Gyeonggi nella Corea del Sud. Con una popolazione di circa 1,2 milioni di abitanti è localizzata circa 30 km a sud di Seul. Suwon è famosa per essere l'ultima rimasta delle città fortificate della Corea, e per questo il suo ruolo turistico è molto apprezzato. È inoltre un rinomato centro universitario, con 14 istituti e diversi campus secondari delle università della capitale.

## Geografia antropica

### Suddivisioni amministrative
La città è divisa in 4 quartieri (gu):
| Alfabeto        | Hangul | Hanja  | Pop. (2008) | Area (m²)    |
| --------------- | ------ | ------ | ----------- | ------------ |
| 1. Gwonseon-gu  | 권선구 | 勸善區 | 315 512     | 47 355 349,2 |
| 2. Jangan-gu    | 장안구 | 長安區 | 290 732     | 33 119 867,5 |
| 3. Paldal-gu    | 팔달구 | 八達區 | 224 194     | 13 077 959,4 |
| 4. Yeongtong-gu | 영통구 | 靈通區 | 256 466     | 27 500 143,7 |

## Sport

### Calcio
Suwon Football Club

## Infrastrutture e trasporti
Suwon è al momento servita dalla linea 1 della metropolitana di Seul, ma sono in fase di realizzazione nuove linee per migliorare i collegamenti con la capitale e il Gyeonggi-do, fra cui un'estensione della linea Bundang e la nuova linea Suin per collegarla con Incheon. Presso la stazione centrale fermano anche alcuni treni ad alta velocità KTX diretti a Daegu e Busan.

## Amministrazione

### Gemellaggi
- Cluj-Napoca
- Bandung, dal 2003
- San Francisco de Macoris